# Gouverneur von Texas
Der Gouverneur von Texas ist der Chef der Exekutive des US-Bundesstaates Texas und der Oberkommandierende der staatlichen militärischen Kräfte (Texas National Guard). Der Gouverneur hat ein Vetorecht hinsichtlich der Verabschiedung von Gesetzen und ein Begnadigungsrecht.
In Texas’ erster Verfassung (1845) wurde dem Gouverneur eine Amtszeit zwischen zwei und vier Jahren eingeräumt. Die Verfassung von 1866 verlängerte die Amtszeit auf vier Jahre. Die Verfassung von 1869 begrenzte die Amtszeit auf zwei Amtsperioden. Die Verfassung von 1876 begrenzte die Amtsperiode auf zwei Jahre, aber ein Zusatzartikel von 1972 verlängerte sie wieder auf vier Jahre. Heute besteht keine Begrenzung der Amtszeiten mehr. Zum Gouverneur wählbar ist ein Kandidat mit US-amerikanischer Staatsbürgerschaft ab einem Alter von mindestens 30 Jahren. Außerdem muss ein Kandidat zum Zeitpunkt der Wahl mindestens seit fünf Jahren in Texas seinen Wohnsitz („Texas Resident“) haben. Der Amtsinhaber lebt mit seiner Familie in der Texas Governor's Mansion in Austin.
Diese Artikel führt alle Gouverneure des US-Bundesstaates Texas und der zuvor bestehenden Republik Texas auf.

## Präsidenten der Republik Texas
| Präsident                 | Amtszeit  |
| ------------------------- | --------- |
| Samuel Houston            | 1836–1838 |
| Mirabeau Buonaparte Lamar | 1838–1841 |
| Samuel Houston            | 1841–1844 |
| Anson Jones               | 1844–1846 |

## Gouverneure des Bundesstaates Texas
| Name                           | Amtszeit  | Partei       |
| ------------------------------ | --------- | ------------ |
| James Pinckney Henderson       | 1846–1847 | Demokrat     |
| George Tyler Wood              | 1847–1849 | Demokrat     |
| Peter Hansborough Bell         | 1849–1853 | Demokrat     |
| James Wilson Henderson         | 1853–1853 | Demokrat     |
| Elisha Marshall Pease          | 1853–1857 | Unionist     |
| Hardin Richard Runnels         | 1857–1859 | Demokrat     |
| Samuel Houston                 | 1859–1861 | Unabhängiger |
| Edward Clark                   | 1861–1861 | Demokrat     |
| Francis Richard Lubbock        | 1861–1863 | Demokrat     |
| Pendleton Murrah               | 1863–1865 | Demokrat     |
| Fletcher Summerfield Stockdale | 1865      | Demokrat     |
| Andrew Jackson Hamilton        | 1865–1866 | Demokrat     |
| James Webb Throckmorton        | 1866–1867 | Demokrat     |
| Elisha Marshall Pease          | 1867–1869 | Republikaner |
| Edmund Jackson Davis           | 1870–1874 | Republikaner |
| Richard Coke                   | 1874–1876 | Demokrat     |
| Richard Bennett Hubbard        | 1876–1879 | Demokrat     |
| Oran Milo Roberts              | 1879–1883 | Demokrat     |
| John Ireland                   | 1883–1887 | Demokrat     |
| Lawrence Sullivan Ross         | 1887–1891 | Demokrat     |
| James Stephen Hogg             | 1891–1895 | Demokrat     |
| Charles Allen Culberson        | 1895–1899 | Demokrat     |
| Joseph Draper Sayers           | 1899–1903 | Demokrat     |
| Samuel Willis Tucker Lanham    | 1903–1907 | Demokrat     |
| Thomas Mitchell Campbell       | 1907–1911 | Demokrat     |
| Oscar Branch Colquitt          | 1911–1915 | Demokrat     |
| James Edward Ferguson          | 1915–1917 | Demokrat     |
| William Pettus Hobby           | 1917–1921 | Demokrat     |
| Pat Morris Neff                | 1921–1925 | Demokrat     |
| Miriam Amanda Wallace Ferguson | 1925–1927 | Demokrat     |
| Daniel James Moody             | 1927–1931 | Demokrat     |
| Ross Shaw Sterling             | 1931–1933 | Demokrat     |
| Miriam Amanda Wallace Ferguson | 1933–1935 | Demokrat     |
| James V. Allred                | 1935–1939 | Demokrat     |
| Wilbert Lee O’Daniel           | 1939–1941 | Demokrat     |
| Coke Robert Stevenson          | 1941–1947 | Demokrat     |
| Beauford Halbert Jester        | 1947–1949 | Demokrat     |
| Robert Allan Shivers           | 1949–1957 | Demokrat     |
| Marion Price Daniel            | 1957–1963 | Demokrat     |
| John Bowden Connally           | 1963–1969 | Demokrat     |
| Preston Earnest Smith          | 1969–1973 | Demokrat     |
| Dolph Briscoe                  | 1973–1979 | Demokrat     |
| William Perry Clements         | 1979–1983 | Republikaner |
| Mark Wells White               | 1983–1987 | Demokrat     |
| William Perry Clements         | 1987–1991 | Republikaner |
| Dorothy Ann Richards           | 1991–1995 | Demokrat     |
| George Walker Bush             | 1995–2000 | Republikaner |
| James Richard Perry            | 2000–2015 | Republikaner |
| Greg Abbott                    | seit 2015 | Republikaner |